# Triều thiên Ba tầng

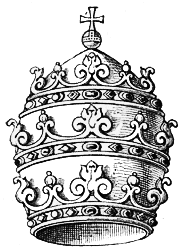
Mũ Ba tầng của Giáo hoàng

Triều thiên Ba tầng, Mũ Ba Tầng của Đức Giáo hoàng hay vương miện của Giáo hoàng là một thứ mũ đội đầu, được làm bằng vải quý có đính những viên ngọc, cao ba tầng và trên đỉnh là một thánh giá nhỏ. Mũ này bắt đầu xuất hiện từ khoảng năm 1130 có hình dáng như một cái mũ bịt đầu, không trang trí, nhưng chẳng mấy chốc mũ đã biến đổi như hình dáng hiện nay.
Ba tầng tượng trưng cho ba loại quyền bính của Vị Giáo hoàng: 
- Tầng cao nhất là quyền của Vị Cha Sở Hoàn Vũ
- Tầng giữa là quyền Truyền giáo Phổ Quát Khắp Hoàn Vũ hay quyền tài phán tối cao
- Tầng đáy (cuối) là Quyền Bính Trần Tục.

Vương miện được đội lên đầu Giáo hoàng trong ngày đăng quang do một hồng y phó tế, vừa đội vừa đọc: "Xin ngài nhận lấy vương miện ba tầng này và hãy nhớ rằng ngài là cha của mọi thủ lĩnh trần gian, và là người dìu dắt thế giới và là đại diện của Chúa Giê-su Cứu thế". Mũ Giáo hoàng chỉ được đội trong những nghi lễ ngoài phụng vụ.
Mũ Ba Tầng cũng còn có thể được hiểu là mang một ý nghĩa thiêng liêng về ba chức vị của Chúa Kitô chính là: Tư Tế, Ngôn Sứ và Vương Đế. Thiên Chúa thực thi các chức năng này qua các Tông Đồ, và cụ thể là qua Phêrô, để tất cả họ được thánh hóa, daỵ dỗ và được cai quản vì Danh Ngài và bởi Quyền Bính của Ngài như đã được đề cập trong Phúc âm Máthêu, 16,13-18; 18,18; 28,18-20; Tin mừng Luca, 22,31-32 và Sách Gioan, 21,15-17.
Đức Giáo hoàng Phaolô VI chính là Vị Giáo hoàng cuối cùng đội mũ ba tầng. Vào cuối Công Đồng Vaticano II, ngài đã bước xuống các bậc tam cấp từ ngai Giáo hoàng tại Vương cung thánh đường Thánh Phêrô và đã tháo chiếc mũ bằng vàng trên đầu, trao cho một vị Hồng y đứng bên cạnh rồi nói: "Hãy bán chiếc mũ này để lấy tiền cho người nghèo". Mũ ba tầng này sau đó được cho đi vì lợi ích của những người nghèo.
Mũ ba tầng đã không còn được các Giáo hoàng kể từ Gioan Phaolô I sử dụng nữa nhưng vẫn được thể hiện trên huy hiệu Giáo hoàng. Hiện nay trên huy hiệu của Giáo hoàng Bênêđictô XVI, hình ảnh mũ ba tầng đã được thay bằng một mũ giám mục nhỏ.
Trên mũ của Giáo Hoàng đầu tiên được khắc dòng chữ La-tinh: "VICARIUS FILII DEI" tức là "Đại diện con Thiên Chúa"
Và điều này cũng được sử dụng ở mọi đời Giáo Hoàng tiếp theo.
Ở thời đại này, nguyên âm "U" chưa có trong bảng chữ cái La-tinh và phụ âm "V" được sử dụng như nguyên âm "U",nên nguyên bản dòng chữ trên là "VICARIVS FILII DEI".